# Grand Prix Formule 1 van Frankrijk 1987
De Grand Prix Formule 1 van Frankrijk 1987 werd gehouden op 5 juli 1987 op Paul Ricard.

## Verslag

### Kwalificatie
Voor het eerst sinds de Grand Prix van Mexico 1986 stond een niet-Honda wagen op de eerste startrij. Alain Prost kwalificeerde zich in zijn McLaren-TAG als tweede, achter Nigel Mansell die de pole-position pakte. De tweede rij werd ingenomen door Ayrton Senna en Nelson Piquet. Het snelle circuit was ideaal voor de turbowagens: de eerste wagen zonder turbomotor vertrok vanop de 22ste plaats en was zes seconden trager dan de pole-position.

### Race
Michele Alboreto nam een valse start, terwijl zijn teammaat Gerhard Berger zijn motor liet afslaan. Mansell leidde van bij de start en werd gevolgd door Piquet die Prost voorbij was gegaan. Eddie Cheever moest in de eerste ronde opgeven nadat hij in de eerste ronde per ongeluk zijn brandblusser aanzette, terwijl hij zijn turbo aan het bijstellen was. Andrea de Cesaris botste met Stefan Johansson, waardoor de McLaren met een beschadigde neus de pits in moest gaan. De brokstukken van zijn wagen veroorzaakten wat problemen bij Mansell die er over moest rijden.
Mansell, Piquet en Prost streden voor de eerste plaats en werden slechts twee seconden van elkaar gescheiden. In de 19de ronde spinde Piquet, waardoor Prost de tweede plaats kon overnemen. Ondertussen reed Senna op een goede vierde plaats. In de 30ste ronde ging Piquet in de pits voor nieuwe banden, twee ronden later gevolgd door Senna. Tezelfdertijd moest Thierry Boutsen opgeven met een elektrisch probleem. Zowel Mansell als Prost kwamen in de 36ste ronde binnen voor nieuwe banden, waardoor Piquet de leiding pakte. Mansell zette hierna echter snelste ronde op snelste ronde neer en kwam snel terug. In de 46ste ronde ging Mansell voorbij Piquet en zou de leiding niet meer afstaan. In de 65ste ronde maakte Piquet zijn tweede stop, maar die ging mis doordat hij zijn motor liet afslaan. Hierdoor verloor hij acht seconden. Twee ronden later kon hij echter wel opnieuw Prost inhalen, doordat de Fransman af te rekenen had met elektrische problemen.
Piquet reed een 20-tal seconden achter Mansell, maar maakte wel twee seconden per ronde goed. Met zeven ronden te gaan, bedroeg het verschil slechts 13 seconden. Mansell versnelde echter en won de race met 7,7 seconden voorsprong. Johansson was opnieuw naar de zesde plaats opgeklommen, maar moest vijf ronden voor het einde opgeven.
Prost pakte de laatste podiumplaats, met Senna op de vierde plaats, voor Teo Fabi in de Benetton op de vijfde en Philippe Streiff op de zesde plaats, zijn eerste punt.

## Uitslag
| Positie | Nummer | Rijder             | Team                   | Ronden | Tijd/Opgave         | Startplaats | Punten |
| ------- | ------ | ------------------ | ---------------------- | ------ | ------------------- | ----------- | ------ |
| 1       | 5      | Nigel Mansell      | Williams-Honda         | 80     | 1:37:03.839         | 1           | 9      |
| 2       | 6      | Nelson Piquet      | Williams-Honda         | 80     | + 7.711             | 4           | 6      |
| 3       | 1      | Alain Prost        | McLaren-TAG            | 80     | + 55.255            | 2           | 4      |
| 4       | 12     | Ayrton Senna       | Lotus-Honda            | 79     | + 1 Ronde           | 3           | 3      |
| 5       | 19     | Teo Fabi           | Benetton-Ford          | 77     | + 3 Rondes          | 7           | 2      |
| 6 (1)   | 4      | Philippe Streiff   | Tyrrell-Ford           | 76     | + 4 Rondes          | 25          | 1      |
| 7 (2)   | 3      | Jonathan Palmer    | Tyrrell-Ford           | 76     | + 4 Rondes          | 24          |        |
| 8       | 2      | Stefan Johansson   | McLaren-TAG            | 74     | + 6 Rondes          | 9           |        |
| 9 (3)   | 14     | Pascal Fabre       | AGS-Ford               | 74     | + 6 Rondes          | 26          |        |
| NF      | 28     | Gerhard Berger     | Ferrari                | 71     | Ophanging           | 6           |        |
| NC      | 11     | Satoru Nakajima    | Lotus-Honda            | 71     | Not Classified      | 16          |        |
| NF      | 27     | Michele Alboreto   | Ferrari                | 64     | Motor               | 8           |        |
| NF      | 17     | Derek Warwick      | Arrows-Megatron        | 62     | Turbo               | 10          |        |
| NF      | 30     | Philippe Alliot    | Larrousse-Ford         | 57     | Versnellingsbak     | 23          |        |
| NF      | 16     | Ivan Capelli       | March-Ford             | 52     | Motor               | 22          |        |
| NF      | 23     | Adrián Campos      | Minardi-Motori Moderni | 52     | Turbo               | 21          |        |
| NF      | 25     | René Arnoux        | Ligier-Megatron        | 33     | Uitlaat             | 13          |        |
| NF      | 20     | Thierry Boutsen    | Benetton-Ford          | 31     | Motor               | 5           |        |
| NF      | 10     | Christian Danner   | Zakspeed               | 26     | Oververhitting      | 19          |        |
| NF      | 26     | Piercarlo Ghinzani | Ligier-Megatron        | 24     | Motor               | 17          |        |
| NF      | 24     | Alessandro Nannini | Minardi-Motori Moderni | 23     | Turbo               | 15          |        |
| NF      | 7      | Riccardo Patrese   | Brabham-BMW            | 19     | Differentieel       | 12          |        |
| NF      | 9      | Martin Brundle     | Zakspeed               | 18     | Wiel                | 18          |        |
| NF      | 21     | Alex Caffi         | Osella-Alfa Romeo      | 11     | Motor               | 20          |        |
| NF      | 8      | Andrea de Cesaris  | Brabham-BMW            | 2      | Turbo               | 11          |        |
| NF      | 18     | Eddie Cheever      | Arrows-Megatron        | 0      | Elektrisch probleem | 14          |        |

- De nummers tussen haakjes zijn de plaatsen voor de Jim Clark-trofee.

## Statistieken
| Pole-position | Nigel Mansell | Williams-Honda | 1:06.454 |
| Snelste ronde | Nelson Piquet | Williams-Honda | 1:09.548 |

1906 · 1907 · 1908 · 1912 · 1913 · 1914 · 1921 · 1922 · 1923 · 1924 · 1925 · 1926 · 1927 · 1928 · 1929 · 1930 · 1931 · 1932 · 1933 · 1934 · 1935 · 1936 · 1937 · 1938 · 1939 · 1947 · 1948 · 1949 · 1950 · 1951 · 1952 · 1953 · 1954 · 1956 · 1957 · 1958 · 1959 · 1960 · 1961 · 1962 · 1963 · 1964 · 1965 · 1966 · 1967 · 1968 · 1969 · 1970 · 1971 · 1972 · 1973 · 1974 · 1975 · 1976 · 1977 · 1978 · 1979 · 1980 · 1981 · 1982 · 1983 · 1984 · 1985 · 1986 · 1987 · 1988 · 1989 · 1990 · 1991 · 1992 · 1993 · 1994 · 1995 · 1996 · 1997 · 1998 · 1999 · 2000 · 2001 · 2002 · 2003 · 2004 · 2005 · 2006 · 2007 · 2008 · 2018 · 2019 · 2021 · 2022